# 布哈卡兽属
布哈卡兽属（学名：Buhakia）为畸齿鬣兽科的一个属。

## 下属物种
本属包括以下物种：
- 鬣狗型哈布卡兽 Buhakia hyaenoides
- 莫格哈拉哈布卡兽 Buhakia moghraensis Morlo, Miller & El-Barkooky, 2007